# Стоян Георгиев (Дабиля)
Вижте пояснителната страница за други личности с името Стоян Георгиев.
Стоян (Танчето) Николов Георгиев е български просветен деец, общественик, политик и революционер, струмишки деец на Вътрешната македоно-одринска революционна организация (ВМОРО).

## Биография
Стоян Георгиев е роден в 1870 или в 1874 година в струмишкото село Дабиля, в заможен род на сапунджии, жители на град Струмица. Образованието си получава в родното си село, в Щип, в Солунската българска мъжка гимназия (1892) и във Висшето училище в София.
Връща се в Струмица и работи в току-що отвореното българско трикласно училище в града. Преподава и в Белоградчик и на други места. Влиза във ВМОРО и от 1895 година е пръв лидер и организатор на движението в Струмица и Струмишко. До края на 1895 година, заедно с обущаря Доне Лазаров от Струмица основава революционни комитети в следните села: Дабиля, Муртино, Робово, Варварица, Велюса, Нивичани, Василево, Моноспитово, Ново село, Куклиш, Костурино и Попчево. През април 1898 година се прехвърля във вътрешността на Македония като войвода на чета, успешно се справя с поставените му задачи и през септември се завръща в България. През 1900 година е отново в Струмица като главен учител в българското училище и ръководител на Струмишкия окръжен революционен комитет. Влиза в остър конфликт с владиката Герасим Струмишки заради революционната дейност и заедно с Давид Наков е прогонен от Струмица. В отговор окръжният комитет издава смъртна присъда на митрополита, която остава неизпълнена.
През 1903 година е заловен и осъден на 101 години затвор след разкритията на Струмишката афера.
През 1914 година е избран за народен представител в XVII народно събрание от Струмишки окръг с Демократическата партия. Убит е на път за София.
Струмишкият деец на ВМОРО Васил Драгомиров пише за Стоян Георгиев:
| „ | Той имаше благ характер, с голям и бистър ум, критикуваше лошото с цел да го предотврати. Беше безстрашен. С агитацията привличаше хората към организацията, макар че приказките му бяха за бунт и въстание. От неговите слова и шпионите ставаха негови верни последователи и здрави хора на организацията. | “ |